# Pfarrhaus Horn
Das ehemalige Pfarrhaus Horn in Bremen, Stadtteil Horn-Lehe, Ortsteil Horn, Berckstraße 27, entstand 1878 und 1927 nach Plänen von Johann Heinrich Bolte bzw. Heinrich J. Kayser.
Das Gebäude steht seit 1995 unter Bremer Denkmalschutz.

## Geschichte
Die ein- und zweigeschossige historisierende spätklassizistische Villa von 1878 wurde als ein „bescheidenes“ Wohnhaus nach Plänen des  Architekten und Bauunternehmer Bolte errichtet. 1927 erfolgte ein größerer Umbau des Wohnhauses durch die Evangelische Gemeinde Horn.
Aktuell (2017) wird das ehemalige Pfarrhaus von mehreren gemeinnützigen Organisationen genutzt:
- Die Norddeutsche Mission hat hier ihre Geschäftsstelle.
- Der 2004 gegründete Verein Fluchtraum Bremen bietet Hilfe (Vormundschaften, Beratung. Infos, Schulung, Kontakte, Sprachkurse, Freizeit, Kosten) für junge Geflüchtete in Bremen. Diverse Kooperationspartner wurden einbezogen. Fördermittel kommen u. a. vom Senator für Soziales, Jugend, Frauen, Integration und Sport und von der Europäischen Union sowie der Stadtteilinitiative „gemeinsam gut!“ der Sparkasse Bremen.
- Der Verein Zuflucht – Ökumenische Ausländerarbeit arbeitet eng mit der Bremischen Evangelischen Kirche und der Kirchengemeinde Horn zusammen.